# 荃加福祿壽
《荃加福祿壽》（英語：Fun with Liza and Gods）是香港電視廣播有限公司製作的「扮嘢」綜藝節目，福祿壽節目系列的第一輯。本節目為無綫繼續Good Show 2010之一。本節目由汪明荃（荃）、阮兆祥（福）、王祖藍（祿）及李思捷（壽）主持。節目由2010年3月27日逢星期六20:30-21:30於翡翠台及高清翡翠台播放，播出後於myTV提供節目重溫。
2010年12月5日，本節目四位主持榮獲《萬千星輝頒獎典禮2010》「最佳節目主持」大獎。

## 固定環節

### 福祿壽角色扮演
在每一集，主持李思捷、王祖藍及阮兆祥會分別扮演不同知名人士，並會獻唱歌曲。在第5集起，主持會扮演經典電視劇集角色，環節為「爆笑經典爆爆爆」。由第10集起，主持會扮演香港經典電視廣告角色，環節為「荃加福祿壽廣告頒獎典禮」，於第11集完結。
| 集數 | 扮演角色（模仿對象@電視劇集/電視廣告） | 扮演角色（模仿對象@電視劇集/電視廣告） | 扮演角色（模仿對象@電視劇集/電視廣告） | 扮演角色（模仿對象@電視劇集/電視廣告） | 扮演角色（模仿對象@電視劇集/電視廣告）     | 扮演角色（模仿對象@電視劇集/電視廣告） | 扮演角色（模仿對象@電視劇集/電視廣告） | 扮演角色（模仿對象@電視劇集/電視廣告） | 扮演角色（模仿對象@電視劇集/電視廣告） | 扮演角色（模仿對象@電視劇集/電視廣告） | 扮演角色（模仿對象@電視劇集/電視廣告） | 扮演角色（模仿對象@電視劇集/電視廣告） |
| 集數 | 李思捷                                 | 李思捷                                 | 李思捷                                 | 李思捷                                 | 王祖藍                                     | 王祖藍                                 | 王祖藍                                 | 王祖藍                                 | 阮兆祥                                 | 阮兆祥                                 | 阮兆祥                                 | 阮兆祥                                 |
| 集數 | 扮演角色（客串）                       | 模仿對象                               | 歌曲                                   | 電視劇集/電視廣告                      | 扮演角色（客串）                           | 模仿對象                               | 歌曲                                   | 電視劇集/電視廣告                      | 扮演角色（客串）                       | 模仿對象                               | 歌曲                                   | 電視劇集/電視廣告                      |
| 01   | 張鐸友                                 | 張學友                                 | 愛是永恆                               | -                                      | Lady Tiger                                 | Lady Gaga                              | Bad Romance                            | -                                      | 陳棍聰                                 | 陳振聰                                 | 誰可改變                               | -                                      |
| 02   | 成蟲                                   | 成龍                                   | 在我生命中的每一天                     | -                                      | 狂揪                                       | 元秋                                   | 今晚夜                                 | -                                      | 叢金寶                                 | 洪金寶                                 | 獅子山下                               | -                                      |
| 03   | 華DEE                                  | 劉德華                                 | 如果有一天                             | -                                      | 森 Mi                                      | 鄭秀文                                 | 信者 High 爆                           | -                                      | 張雨痕                                 | 張宇人                                 | 交叉點                                 | -                                      |
| 03   | 華DEE                                  | 劉德華                                 | 如果有一天                             | -                                      | MC Jim（趙永洪）                           | MC Jin                                 | 信者 High 爆                           | -                                      | 張雨痕                                 | 張宇人                                 | 交叉點                                 | -                                      |
| 04   | 成成                                   | 郭富城                                 | 純真傳說                               | -                                      | 妖妖                                       | 郭書瑤                                 | 愛的抱抱                               | -                                      | 黃怕高                                 | 黃柏高                                 | 酷愛                                   | -                                      |
| 05   | 河蟹                                   | 鄭少秋                                 | 笑看風雲                               | 大時代                                 | 皇佬太后                                   | 謝雪心                                 | 擔心計                                 | 宮心計                                 | 方梗窗                                 | 萬梓良                                 | 昏迷背後                               | 流氓大亨                               |
| 05   | 河蟹                                   | 鄭少秋                                 | 笑看風雲                               | 大時代                                 | 大碼將軍（蔡淇俊）                         | 李國麟                                 | -                                      | 宮心計                                 | 阿喬（陳自瑤）                         | 鄭裕玲                                 | -                                      | 流氓大亨                               |
| 06   | 榮德                                   | 林嘉華                                 | 雪下思                                 | 鐵馬尋橋                               | 四奶奶                                     | 鄧萃雯                                 | 紅蝴蝶                                 | 巾幗梟雄                               | 大契                                   | 李司棋                                 | 講不出聲                               | 溏心風暴                               |
| 06   | 榮芷晴（李詩韻）                       | -                                      | -                                      | 鐵馬尋橋                               | 四奶奶                                     | 鄧萃雯                                 | 紅蝴蝶                                 | 巾幗梟雄                               | 大契                                   | 李司棋                                 | 講不出聲                               | 溏心風暴                               |
| 06   | 榮芷悠（蔣家旻）                       | -                                      | -                                      | 鐵馬尋橋                               | 四奶奶                                     | 鄧萃雯                                 | 紅蝴蝶                                 | 巾幗梟雄                               | 大契                                   | 李司棋                                 | 講不出聲                               | 溏心風暴                               |
| 07   | 許文長                                 | 周潤發                                 | 上海灘                                 | 上海灘                                 | 歐陽蕉                                     | 鍾景輝                                 | The King Sir of The Opera              | 鐵馬尋橋                               | 大長針                                 | 李英愛                                 | 失望                                   | 大長今                                 |
| 07   | 馮勁搖（戴耀明）                       | 劉丹                                   | -                                      | 上海灘                                 | 排長（戴耀明）                             | -                                      | -                                      | 鐵馬尋橋                               | 吻大人（冼灝英）                       | 池珍熙                                 | -                                      | 大長今                                 |
| 08   | 程朗                                   | 黎明                                   | 如果這是情                             | 今生無悔                               | 初哥哥                                     | 張智霖                                 | 祝君好                                 | 十月初五的月光                         | 包大人                                 | 狄龍                                   | 新鴛鴦蝴蝶夢                           | 包青天                                 |
| 08   | 文薏（姚子羚）                         | 周海媚                                 | -                                      | 今生無悔                               | 君好（梁嘉琪）                             | 佘詩曼                                 | －                                     | 十月初五的月光                         | 展昭（單俊偉）                         | -                                      | -                                      | 包青天                                 |
| 08   | 文薏（姚子羚）                         | 周海媚                                 | -                                      | 今生無悔                               | 君好（梁嘉琪）                             | 佘詩曼                                 | －                                     | 十月初五的月光                         | 公孫策（羅天宇）                       | -                                      | -                                      | 包青天                                 |
| 09   | 王跌                                   | 王傑                                   | 幾分傷心幾分痴                         | －                                     | 精甩辮                                     | 蔡少芬                                 | 衰人的主題曲                           | 飛女正傳                               | 百姐姐                                 | 白韻琴                                 | 擋不住的瘋情                           | －                                     |
| 10   | 最「味」力逼人廣告大獎                 | 最「味」力逼人廣告大獎                 | 最「味」力逼人廣告大獎                 | 最「味」力逼人廣告大獎                 | 最「濕滯」廣告大獎                         | 最「濕滯」廣告大獎                     | 最「濕滯」廣告大獎                     | 最「濕滯」廣告大獎                     | 最「煩厭」廣告大獎                     | 最「煩厭」廣告大獎                     | 最「煩厭」廣告大獎                     | 最「煩厭」廣告大獎                     |
| 10   | 華 Dee                                 | 劉德華                                 | 倒轉地球                               | 道地極品清烏龍廣告                     | 萬惡妹妹                                   | 王允祈（萬寧妹妹）                     | 員工惡夢                               | 萬寧我有小小鍾意咗佢廣告               | 新財爺                                 | 曾俊華                                 | 福祿壽 is Coming to Town               | 財政預算案廣告                         |
| 10   | 華 Dee                                 | 劉德華                                 | 最香團                                 | -                                      | 萬惡妹妹                                   | 王允祈（萬寧妹妹）                     | 最香團                                 | -                                      | 新財爺                                 | 曾俊華                                 | 最香團                                 | -                                      |
| 10   | 其他候選廣告：                         | 其他候選廣告：                         | 其他候選廣告：                         | 其他候選廣告：                         | 其他候選廣告：                             | 其他候選廣告：                         | 其他候選廣告：                         | 其他候選廣告：                         | 其他候選廣告：                         | 其他候選廣告：                         | 其他候選廣告：                         | 其他候選廣告：                         |
| 10   | 唐師父（阮兆祥）                       | 關德興                                 | -                                      | 海天堂龜苓茶廣告                       | 扒手（李思捷）                             | 曾浩輝                                 | -                                      | 衛生防護中心預防豬流感疫苗接種廣告     | 捷爺（李思捷）                         | 曾江                                   | -                                      | 美源髮彩無得彈廣告                     |
| 10   | 護士（阮兆祥）                         | 王祖藍                                 | -                                      | Lipton奶茶廣告                         | 情侶（阮兆祥）                             | 恐龍                                   | -                                      | 京都念慈菴積熱清廣告                   | 雪梨（王祖藍）                         | 雪妮                                   | -                                      | 保麗淨假牙潔淨劑廣告                   |
| 11   | 最「熱辣辣」廣告大獎                   | 最「熱辣辣」廣告大獎                   | 最「熱辣辣」廣告大獎                   | 最「熱辣辣」廣告大獎                   | 最「幫到手」廣告大獎                       | 最「幫到手」廣告大獎                   | 最「幫到手」廣告大獎                   | 最「幫到手」廣告大獎                   | 最「估你唔到」廣告大獎                 | 最「估你唔到」廣告大獎                 | 最「估你唔到」廣告大獎                 | 最「估你唔到」廣告大獎                 |
| 11   | 阿 Lam                                 | 林子祥                                 | 敢愛敢做                               | 旅遊事務署熱情香港，好客之道廣告       | 月亮神偷                                   | 月亮人                                 | 被偷去的時光                           | 24小時麥當勞廣告                       | 學生情人                               | 香子俊                                 | 相識在肥年                             | 益力多廣告                             |
| 11   | 阿 Lam                                 | 林子祥                                 | 汕頭黨                                 | 位元堂扶正養陰丸                       | 月亮神偷                                   | 月亮人                                 | 汕頭黨                                 | 位元堂扶正養陰丸                       | 學生情人                               | 香子俊                                 | 汕頭黨                                 | 位元堂扶正養陰丸                       |
| 11   | 其他候選廣告：                         | 其他候選廣告：                         | 其他候選廣告：                         | 其他候選廣告：                         | 其他候選廣告：                             | 其他候選廣告：                         | 其他候選廣告：                         | 其他候選廣告：                         | 其他候選廣告：                         | 其他候選廣告：                         | 其他候選廣告：                         | 其他候選廣告：                         |
| 11   | 衰老症患者（王祖藍）                   | 江欣燕                                 | -                                      | 悅榕莊纖體廣告                         | 臥底公司職員（阮兆祥）                     | 陳嘉寶                                 | -                                      | 邦民日本財務廣告                       | 古天樂（李思捷）                       | 古天樂                                 | -                                      | Yokohama輪胎廣告                       |
| 11   | 洋蔥頭（阮兆祥）                       | 洋蔥頭                                 | -                                      | 易極無糖香口珠廣告                     | 自己                                       | 外國演員（王祖藍、李思捷、阮兆祥）     | -                                      | 喜力啤酒廣告                           | 郭晉安（王祖藍）                       | 郭晉安                                 | -                                      | CT捷達投資移民顧問廣告                 |
| 13   | Hungry                                 | 葉倩文                                 | ２００度                               | -                                      | Handelababy                                | 美少女戰士                             | 美少女戰士                             | -                                      | Excellent                              | Twins                                  | 風箏與風                               | -                                      |
| 13   | Hungry                                 | 葉倩文                                 | ２００度                               | -                                      | 美少女戰士（陳爽、梁嘉琪、陳自瑤及楊秀惠） | 美少女戰士                             | 美少女戰士                             | -                                      | （盧覓雪）                             | Twins                                  | 風箏與風                               | -                                      |
| 14   | 張國榮                                 | 張國榮                                 | Stand Up、不羈的風、Monica             | -                                      | 新馬師曾                                   | 新馬師曾                               | 十號風波                               | -                                      | 羅文                                   | 羅文                                   | 讓我奔放、將冰山劈開                   | -                                      |
| 14   | 張國榮                                 | 張國榮                                 | Stand Up、不羈的風、Monica             | -                                      | （羅敏莊）                                 | -                                      | 十號風波                               | -                                      | 梅艷芳（江欣燕）                       | 梅艷芳                                 | 胭脂扣、將冰山劈開                     | -                                      |

### 阿哥金曲
節目會邀請嘉賓扮演當年出道的表演，於第12集首播。
| 集數 | 主持/嘉賓 | 金曲           |
| 12   | 阮兆祥    | 鬧市燈光閃爍時 |
| 12   | 郭政鴻    | 夏日寒風       |
| 12   | 胡諾言    | 一個諾言       |
| 12   | 陳山聰    | ＡＢＣＤ       |

### 趣劇

#### Sat in the City
主持李思捷、王祖藍及阮兆祥會分別化身Hungry、Handelababy及大Ex，演出趣劇，於第1集首播，第7集完結，第14集回歸，第15集廠外拍攝。本劇名源於《色慾都市》。
| 集數 | 場景 |
| 01   | 女洗手間 |
| 02   | 瑜伽教室 |
| 03   | 桑拿浴室 |
| 04   | 泳池 |
| 05   | 泰拳教室 |
| 06   | 酒吧 |
| 07   | 機場 |
| 14   | 卡啦OK房 |
| 15   | 大Ex：堅拿道西街市（覓食街市下，參照「覓食天下」） Hungry：廚房（Are You Hungry?） Handelababy：旺角西洋菜街 |

#### Kids in the City
主持李思捷、王祖藍及阮兆祥會分別化身Hungry Potter、LittleBaby及小Ex，演出趣劇，於第8集首播。
| 集數 | 場景         |
| 08   | 學校遊樂場   |
| 09   | 學校課室     |
| 10   | 地鐵車廂     |
| 11   | 學校禮堂     |
| 12   | 畢業典禮會場 |
| 13   | 學校課室     |

#### 戰狼3伯
主持李思捷、王祖藍及阮兆祥會分別化身為東音公、呀拉伯及麥西哥在說三道四，演出趣劇，僅於第8集播放一次。本劇名源於《戰狼300》。
| 集數 | 場景         |
| 08   | 老人康樂中心 |

### 嘉賓獻唱
主持汪明荃會在每集邀請嘉賓單獨獻唱或與她或與福祿壽合唱歌曲。
| 集數 | 嘉賓   | 獨唱歌曲           | 與汪明荃合唱歌曲         | 與福祿壽合唱歌曲 |
| 01   | 古巨基 | 《地球很危險》     | 《只有情永在》           | －               |
| 02   | 謝天華 | 《用心良苦》       | －                       | 《友情歲月》     |
| 03   | HotCha | 《對我有感覺》     | 《熱咖啡》               | －               |
| 03   | 冼灝英 | 《最後的溫柔》     | －                       | 《流星雨》       |
| 04   | 胡杏兒 | －                 | 《自由女神》             | 《愛將》         |
| 05   | 王菀之 | 《開籠雀》         | 《京華春夢》             | －               |
| 06   | 何韻詩 | 《女黑俠木蘭花》   | 《Top of the World》     | －               |
| 07   | 林 峯  | 《我們很好》       | 《相思風雨中》           | －               |
| 08   | 楊千嬅 | 《傾城之戀》       | 《少女的祈禱》           | －               |
| 09   | 泳 兒  | 《無緣罪》         | 《When A Child Is Born》 | －               |
| 10   | 農 夫  | 《Rap Along Song》 | 《勇敢的中國人》         | －               |
| 11   | 側 田  | 《愛的習慣》       | 《Somewhere Out There》  | －               |
| 12   | 任賢齊 | 《愛情躲避球》     | 《明明白白我的心》       | －               |

### The Gagfather
由主持李思捷、王祖藍及阮兆祥扮演The Gagfather說爛笑話。本環節名源於《教父》。
| 集數 | 主持           |
| 01   | 王祖藍         |
| 02   | 李思捷         |
| 03   | －             |
| 04   | 阮兆祥、李思捷 |
| 05   | 阮兆祥         |
| 06   | 王祖藍         |
| 07   | 李思捷、阮兆祥 |
| 08   | －             |
| 09   | 阮兆祥、李思捷 |
| 10   | 李思捷         |
| 11   | −              |
| 12   | －             |
| 13   | 阮兆祥         |
| 14   | 王祖藍         |

### 福祿壽歌舞演出
李思捷、王祖藍及阮兆祥與其他藝員模仿當紅藝人勁歌熱舞。
| 集數 | 扮演角色（模仿對象）                           | 歌曲                                          | 其他藝員                                      |
| 01   | Under Girls（Wonder Girls）                    | Nobody                                        | 陳爽、李亞男                                  |
| 02   | Super 豬嚟啦（Super Junior）                   | Sorry Sorry                                   | －                                            |
| 02   | 古惑仔（古惑仔電影）                           | 友情歲月                                      | 謝天華                                        |
| 03   | G4（F4）                                       | 流星雨                                        | 冼灝英                                        |
| 04   | 梅艷芳、草蜢                                   | 愛將                                          | 胡杏兒                                        |
| 05   | －                                             | －                                            | －                                            |
| 06   | 串燒三姊妹（杜麗莎）                           | 眉頭不再猛皺、假如                            | －                                            |
| 07   | Fookies（Cookies）                             | 心急人上                                      | 關婉珊、陳蕊蕊、丁樂鍶、劉 俐、王淑玲、陳亭嘉 |
| 08   | 搵乸樂隊（溫拿樂隊）                           | 玩嚇啦、L.O.V.E., Love                        | －                                            |
| 09   | 阿凡賊模仿偶像草蜢（阿凡達、草蜢）             | 嗲澳                                          | －                                            |
| 10   | 長撈、陳素妝、黃郁忟（梁國雄、陳淑莊、黃毓民） | 朋友                                          | －                                            |
| 11   | The Gagfather （教父）                         | 激光中                                        | －                                            |
| 12   | 開心果、圓圓、明明（四朵金花）                 | 四朵金花、世界真細小                          | 汪明荃                                        |
| 13   | 長青福祿壽（陳百祥、曾志偉、譚詠麟）           | 我至叻、超級遊戲獎門人、 一生中最愛、左麟右李 | －                                            |

### 愚樂新吟
由主持汪明荃扮演超級女主播Liza，聯同一位嘉賓主播（由李思捷、王祖藍或阮兆祥扮演），報導城中熱話。
| 集數 | 嘉賓主播 （模仿對象）                            | 新聞內容 （影射事件）                                                                                  | 其他扮演角色 （模仿對象）                                                                                 |
| 01   | 阿凡賊（阿凡達，阮兆祥飾）                       | 疑似犀利哥現身香港（犀利哥熱潮）                                                                       | 疑似犀利哥（犀利哥，李思捷飾）                                                                            |
| 01   | 阿凡賊（阿凡達，阮兆祥飾）                       | 末士偷食事件（活士婚外情傳聞）                                                                         | 末士（活士，阮兆祥飾） 末士女伴（汪明荃飾）                                                               |
| 02   | Pizza（小，王祖藍飾） 阿凡賊（阿凡達，阮兆祥飾） | 疑似犀利哥繼續現身香港（犀利哥熱潮）                                                                   | 疑似犀利哥（犀利哥，李思捷飾）                                                                            |
| 02   | Pizza（小，王祖藍飾） 阿凡賊（阿凡達，阮兆祥飾） | 針姐獲獎感言（謝雪心獲最佳女配角/宮心計）                                                              | 針姐（謝雪心，王祖藍飾）                                                                                  |
| 03   | 阿凡賊（阿凡達，李思捷飾）                       | 射蔥喱與菜桌鹽舉行記者會 （鄭中基與蔡卓妍舉行離婚記者會）                                              | 射蔥喱（鄭中基，李思捷飾） 菜桌鹽（蔡卓妍，王祖藍飾） 羊黐牙（楊千嬅，李思捷飾） Menu（霍汶希，阮兆祥飾） |
| 04   | 阿凡女賊（阿凡達，王祖藍飾）                     | 瑪麗鍊懵佬示範口靚模寫真十式（瑪麗蓮·夢露）                                                            | 瑪麗鍊懵佬（瑪麗蓮·夢露，李思捷飾）                                                                       |
| 04   | 阿凡女賊（阿凡達，王祖藍飾）                     | 陳棍聰回應爭橙事件（龔如心爭產案）                                                                     | 陳棍聰（陳振聰，阮兆祥飾）                                                                                |
| 05   | 騎菠蘿（Keroro軍曹，王祖藍飾）                   | 成醒及黛Lin回應緋聞（郭富城與熊黛林的緋聞）                                                            | 成醒（郭富城，李思捷飾） 黛Lin（熊黛林，王祖藍飾）                                                        |
| 05   | 騎菠蘿（Keroro軍曹，王祖藍飾）                   | 《荃加福祿壽》收視報捷                                                                                 | － |
| 06   | 騎菠蘿（Giroro伍長，李思捷飾）                   | 吳嫌早及Lisa. X秘密結婚（吳彥祖及Lisa S.秘密結婚）                                                     | 吳嫌早（吳彥祖，李思捷飾） Lisa. X（Lisa S.，王祖藍飾） 大師（阮兆祥飾）                                  |
| 07   | 騎菠蘿（Tamama二等兵，阮兆祥飾）                 | 超級巨聲                                                                                               | 藍極幫（藍奕邦，李思捷飾） Miss Frances（葉麗儀，王祖藍飾）                                               |
| 07   | 騎菠蘿（Tamama二等兵，阮兆祥飾）                 | 當大Ex遇上孖生姊妹                                                                                     | 大Ex（阮兆祥飾） 盧覓雪、林炳南                                                                           |
| 08   | 瘋帽先生（瘋帽先生，阮兆祥飾）                   | Hungry私會秘密情人李思捷                                                                               | Hungry（李思捷飾） 李思捷                                                                                 |
| 08   | 瘋帽先生（瘋帽先生，阮兆祥飾）                   | 王祖藍變身Handelababy                                                                                  | Handelababy（王祖藍飾） 王祖藍                                                                            |
| 09   | 瘋帽先生（瘋帽先生，王祖藍飾）                   | 檸檬父子避狗仔追實錄 （張柏芝為謝霆鋒誕下次子Quintus）                                                 | 謝檸檬（謝霆鋒，阮兆祥飾） Focus（謝霆鋒長子Lucas，王祖藍飾）                                             |
| 09   | 瘋帽先生（瘋帽先生，王祖藍飾）                   | 直擊謝家報喜會 （狄波拉及謝賢向傳媒公佈謝家次子誕生喜訊）                                              | Hi姑（狄波拉，阮兆祥飾） 謝腎（謝賢，李思捷飾）                                                           |
| 10   | 瘋帽先生（瘋帽先生，李思捷飾）                   | 羊顛Fing、蘇暈瘋，兩大風水師齊批謝家                                                                   | 羊顛Fing（楊天命，阮兆祥飾） 蘇暈瘋（蘇民峰，李思捷飾）                                                   |
| 10   | 瘋帽先生（瘋帽先生，李思捷飾）                   | 群眾爭相搶奪《荃加福祿壽》主題館預約券 群眾爭相搶奪咪咁扮嘢王祖藍演嘢會Cho Lam Show Off Show展館預約券 | 民眾／保安（阮兆祥飾） 民眾（王祖藍飾）                                                                   |
| 11   | 傻羊羊（喜羊羊，阮兆祥飾）                       | 福祿壽不和爭上位，思捷被指扮大佬                                                                       | Pizza姐（汪明荃，阮兆祥飾）                                                                               |
| 11   | 傻羊羊（喜羊羊，阮兆祥飾）                       | 大Ex、Handelababy、Hungry三美回歸                                                                      | 大Ex（阮兆祥飾） Handelababy（王祖藍飾） Hungry（李思捷飾）                                               |
| 12   | 爛羊羊（懶羊羊，李思捷飾）                       | o靚模最新勁敵New Five                                                                                  | 陳自祥（陳自強，阮兆祥飾） Monica G（Jessica C.，王祖藍飾）                                               |
| 12   | 爛羊羊（懶羊羊，李思捷飾）                       | 升呢阿哥唱盡女藝人                                                                                     | 陳山聰、郭政鴻、胡諾言、阮兆祥                                                                            |

### 別人的歌
由主持汪明荃獨唱或與福祿壽合唱一首由其他藝人原唱的歌曲。 
| 集數 | 歌曲                 |
| 01   | 《愛你變成害你》     |
| 02   | －                   |
| 03   | 《我的驕傲》         |
| 04   | 《祝福》             |
| 05   | 《月亮代表我的心》   |
| 06   | 《給自己的情書》     |
| 07   | 《瀟灑走一回》       |
| 08   | 《我願意》           |
| 09   | 《Beautiful Sunday》 |
| 10   | 《希望》             |
| 11   | 《甜蜜蜜》           |
| 12   | 《明日恩典》         |

### 挑戰扮嘢王
每集會邀請藝人在節目中扮演其他藝人挑戰成為「扮嘢王」，並由現場觀眾投票決定該藝人能否挑戰成功。若然過半現場觀眾贊同，該藝人可以獲得獎金3,000元及價值5,800元的手錶。挑戰成功的藝人可於最後一集角逐「扮嘢王」稱號。
| 集數 | 挑戰藝人 | 模仿對象 | 表演歌曲         | 挑戰成功/失敗 |
| 01   | 鄭欣宜   | 徐子珊   | 《Hit Me》       | 成功          |
| 02   | 歐陽靖   | 周星馳   | 《回魂夜RAP》    | 成功          |
| 03   | 湯盈盈   | 容祖兒   | 《桃色冒險》     | 成功          |
| 04   | 鄭俊弘   | 鄭中基   | 《無賴》         | 成功          |
| 05   | 高鈞賢   | 黎 明    | 《對不起我愛你》 | 成功          |
| 06   | 姜文傑   | 鄭伊健   | 《發現》         | 成功          |
| 07   | 洪傑     | 蘇永康   | 《越吻越傷心》   | 成功          |
| 08   | 陳偉霆   | 郭富城   | 《唱這歌》       | 成功          |
| 09   | 袁偉豪   | 許冠傑   | 《夜半輕私語》   | 成功          |
| 10   | 王君馨   | 江若琳   | 《Show You》     | 成功          |
| 11   | 陳倩揚   | 陳慧嫻   | 《夜機》         | 成功          |
| 12   | 陳敏之   | 陳慧琳   | 《大日子》       | 成功          |

#### 終極扮嘢王
12位於第1至12集挑戰成功的藝人將分為6組，於第13及14集進行比拚。參賽者將會爭奪「爆似扮嘢王」、「爆唱扮嘢王」及「爆笑扮嘢王」3個獎項。評判分別為林敏驄及盧大偉。而高鈞賢、陳偉霆以及陳敏之則放棄爭奪機會。
| 組別 | 組合名稱   | 挑戰藝人 | 模仿對象 | 表演歌曲               | 參與合作之福祿壽                             | 獲得獎項       |
| 01   | 台灣四人組 | 鄭俊弘   | 黃品源   | 《你怎麼捨得我難過》   | 阮兆祥 （周華健《花心》） （合唱《笨小孩》） | 「爆唱扮嘢王」 |
| 01   | 台灣四人組 | 姜文杰   | 張宇     | 《用心良苦》           | 阮兆祥 （周華健《花心》） （合唱《笨小孩》） | 「爆唱扮嘢王」 |
| 01   | 台灣四人組 | 洪傑     | 庾澄慶   | 《我最搖擺》           | 阮兆祥 （周華健《花心》） （合唱《笨小孩》） | 「爆唱扮嘢王」 |
| 02   | 大小恩子   | 陳倩揚   | 黎瑞恩   | 《一人有一個夢想》     | 王祖藍                                       | －             |
| 03   | 寶珠·奇哥  | 湯盈盈   | 陳寶珠   | 《奇哥》               | 李思捷                                       | 「爆笑扮嘢王」 |
| 04   | 遠近天師   | 歐陽靖   | 林海峰   | 《廣播道FANS殺人事件》 | 阮兆祥（模仿葛民輝）                         | －             |
| 05   | 潮爆三型女 | 鄭欣宜   | Beyonce  | 《Single Ladies》      | 王祖藍（模仿Lady Gaga）                      | 「爆似扮嘢王」 |
| 05   | 潮爆三型女 | 王君馨   | 麥當娜   | 《Single Ladies》      | 王祖藍（模仿Lady Gaga）                      | 「爆似扮嘢王」 |
| 06   | 許氏兄弟   | 袁偉豪   | 許冠傑   | 《鬼馬雙星》           | 李思捷（模仿許冠文）                         | －             |

### 阿姐金曲
節目的最後部份，阿姐（汪明荃）與福（阮兆祥）、祿（王祖藍）、壽（李思捷）以及所有嘉賓合唱金曲一首。
| 集數 | 金曲                | 原唱         |
| 1    | 《萬水千山總是情》  | 汪明荃       |
| 2    | 《迷人 Pink Lady》  | 汪明荃       |
| 3    | 《撲蝶》            | 汪明荃       |
| 4    | 《用愛將心偷》      | 汪明荃       |
| 5    | 《月亮代表我的心》  | 鄧麗君       |
| 6    | 《天虹》            | 汪明荃       |
| 7    | 《媽媽好》          | 蕭芳芳       |
| 8    | 《像白雲像清風》    | 汪明荃       |
| 9    | 《今晚夜》          | 陳潔靈       |
| 10   | 《Sha La La》       | The Walkers  |
| 11   | 《喜氣洋洋》        | 徐小鳳       |
| 12   | 《春花萬里香》      | 羅文、汪明荃 |
| 13   | 《Happy Together》  | The Turtles  |
| 14   | 《Congratulations》 | 奇里夫·李察  |

## 收視
以下為本節目於香港無綫電視翡翠台及高清翡翠台之收視紀錄：
| 集數 | 日期          | 平均收視 | 最高收視 |
| ---- | ------------- | -------- | -------- |
| 01   | 2010年3月27日 | 26點     |          |
| 02   | 2010年4月3日  | 24點     |          |
| 03   | 2010年4月10日 | 30點     | 33點     |
| 04   | 2010年4月17日 | 26點     |          |
| 05   | 2010年4月24日 | 26點     |          |
| 06   | 2010年5月1日  | 26點     |          |
| 07   | 2010年5月8日  | 24點     |          |
| 08   | 2010年5月15日 | 24點     | 26點     |
| 09   | 2010年5月22日 | 26點     |          |
| 10   | 2010年6月5日  | 26點     |          |
| 11   | 2010年6月12日 | 24點     |          |
| 12   | 2010年6月19日 | 25點     |          |
| 13   | 2010年6月26日 | 24點     |          |
| 14   | 2010年7月3日  | 28點     | 31點     |
| 15   | 2010年7月10日 | 24點     |          |

- 全体平均26点，最高33点

## 獎項

### 萬千星輝頒獎典禮2010
- 最佳節目主持

### 星和無綫電視大獎2011
- 我最愛TVB綜藝節目 《荃加福祿壽》

## 外部連結
- 荃加福祿壽 官方網頁 （页面存档备份，存于）
- 荃加福祿壽 myTV重溫[永久]